# Hyposada pallescens
Hyposada pallescens är en fjärilsart som beskrevs av George Francis Hampson 1894. Hyposada pallescens ingår i släktet Hyposada och familjen nattflyn. Inga underarter finns listade i Catalogue of Life.